# Ibrahim Maalouf

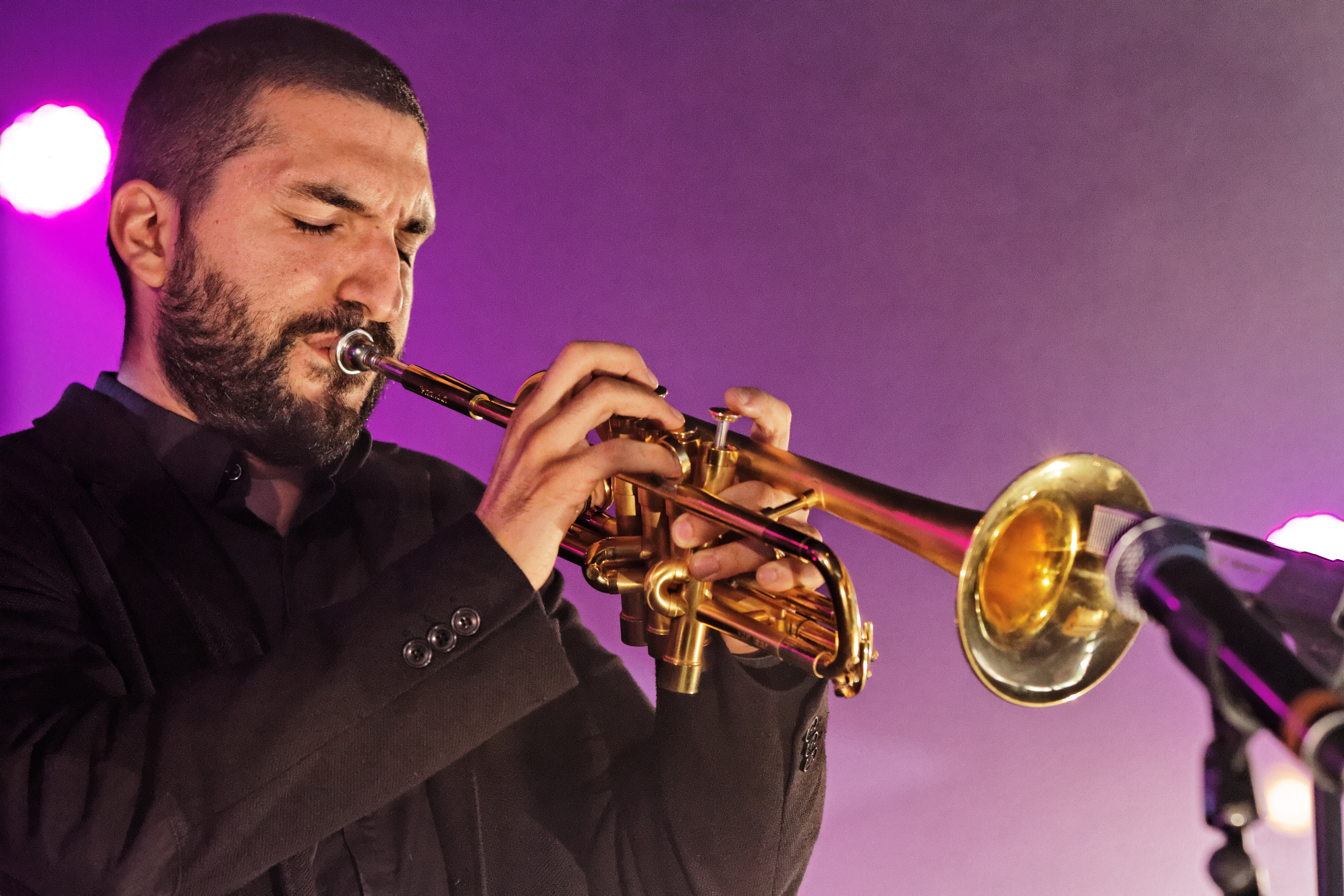
Ibrahim Maalouf (Festival du Bout du Monde 2014)

Ibrahim Maalouf (* 5. Dezember 1980 in Beirut) ist ein französisch-libanesischer Musiker (Trompeter und Pianist), Komponist und Arrangeur.

## Biografie
Ibrahim Maalouf stammt aus einer Familie von Akademikern und Künstlern. Er ist der Sohn des Trompeters Nassim Maalouf und der Pianistin Nada Maalouf, Neffe des Schriftstellers Amin Maalouf und Enkelkind von Rushdi Maalouf, Journalist, Dichter und Musikwissenschaftler. Ibrahim Maalouf spielt auf einer mit vier Ventilen ausgestatteten Vierteltontrompete, so wie zuvor sein Vater, aber auch Don Ellis und andere. Sie ermöglicht es, arabische Maquam-Musik zu spielen.
Im Juli 2010 bekam er den Prix Frank Ténot als «französische Neuentdeckung» («Révélation») des Jahres den Jazz-Preis «Les Victoires du Jazz» in Juan-les-Pins.

### Kindheit und Jugend
Wegen des Bürgerkriegs flüchtete seine Familie aus dem Libanon nach Frankreich. Maalouf lebte mit seinen Eltern und seiner zwei Jahre älteren Schwester Layla in der Nähe von Paris, wo er bis zum Alter von 17 Jahren die Schule besuchte. Er legte sein Abitur am Lycée Geoffroy-Saint-Hilaire in Étampes (im Département Essonne) ab, mit dem Schwerpunkt Mathematik.
Ab dem Alter von sieben Jahren erhielt er von seinem Vater Trompetenunterricht. Sein Vater war Schüler von Maurice André. Er lehrte ihn die klassische Technik, das barocke, klassische, moderne und zeitgenössische Repertoire sowie die klassische arabische Musik und die Kunst der Improvisation. Maalouf hat sehr früh angefangen, Piccolotrompete zu spielen. Schon mit neun Jahren begleitete er seinen Vater als Duo-Partner durch Europa und den Mittleren Osten mit einem Barockrepertoire, so von Vivaldi, Purcell, Albinoni. Mit 15 Jahren spielte er in einem Kammerorchester den Trompetenpart im 2. Brandenburgischen Konzert von Bach, das für viele Trompeter als das schwierigste Werk des Repertoires für Barocktrompete gilt. Einige Jahre später begegnete er Maurice André, der ihm empfahl, Berufsmusiker zu werden.

### Künstlerische Laufbahn
Nach bestandener Aufnahmeprüfung am Pariser Regionalkonservatorium (Conservatoire à rayonnement régional de Paris) durchlief er eine zweijährige Ausbildung als Schüler von Gérard Boulanger. Im Anschluss setzte er seine Studien an dem renommierten Pariser Konservatorium CNSM in der Klasse von Antoine Curé fort. Während seiner fünfjährigen Studienzeit nahm er an zahlreichen nationalen und internationalen Trompeten-Wettbewerben teil.
Zwischen 1999 und 2003 war Maalouf Preisträger von 15 Wettbewerben in aller Welt. Seit 2006 unterrichtet er das Fach Trompete am Konservatorium von Aubervilliers-La Courneuve.
Maalouf ist regelmäßig eingeladen, um Meisterklassen und Solokonzerte in Frankreich oder im Ausland zu geben, vor allem in den USA, wo er eine langfristige Zusammenarbeit mit der Kansas State University eingegangen ist. Mehrmals ist Maalouf bereits berufen worden, um Frankreich an der ITG (International Trumpet Guild), die jedes Jahr Trompeter aus der ganzen Welt für Konzerte und Meisterklassen zusammenführt, zu repräsentieren.
Maalouf komponiert auch klassische Werke für verschiedene Ensembles. Er komponierte ein Auftragswerk für die Musikfestspiele «Printemps de Bourges», das dort und in der Kathedrale von Brüssel aufgeführt wurde.
Für sein Album bekam Maalouf bei den Victoires de la Musique 2014 den Preis für das beste Weltmusikalbum. 2016 wurde er mit dem Jazz-Echo als Instrumentalist des Jahres (Brass) ausgezeichnet. Im Jahr darauf wurde er als bester Livemusiker erneut bei den Victoires ausgezeichnet.

### Begegnungen und Zusammenarbeit
Auch wenn Maalouf sich zeitweise intensiv den Wettbewerben stellte, widmete er sich insbesondere der Improvisation und Komposition, die stark durch arabische Musik und den Jazz beeinflusst werden. Während seines Studiums am Konservatorium von Paris (CNSM) besuchte Maalouf neben dem Unterricht für klassische Trompete stets auch Jazz-Kurse. Seine zunächst autodidaktische Ausbildung im Jazz ist auf Erfahrungen in Big-Bands und in anderen Gruppen zurückzuführen. Er spielt oft in Pariser Jazzclubs, wobei er oft Ensemble und Zusammensetzung wechselt auf der Suche nach dem eigenen Sound.
2000 stellte ihn der Produzent Marc-Antoine Moreau dem Cellisten Vincent Ségal vor. In der Folgezeit begegnete Ibrahim vielen weiteren Musikern wie Amadou & Mariam, Matthieu Chedid, Lhasa de Sela, Angel Parra, Jeanne Cherhal, Arthur H oder Marcel Khalifé.
2007 und 2009 begleitete er den französischen Sänger Vincent Delerm auf einer Tournee und spielte sowohl Klavier, Wurlitzer Piano, Vibraphon, Synthesizer, Schlagzeug als auch Trompete. In dieser Zeit beendet er auch sein zweites Album, das 2009 erschienen ist. 2011 wirkte er bei André Manoukians Album Melanchology mit, 2012 auf Trilok Gurtus Album Spellbound. 2013 spielte er auf dem Frankfurter Jazzfestival mit der hr-Bigband, dann mit Alfredo Rodríguez auf Tocororo. 2016 feierte er sein Bühnenjubiläum in der ausverkauften AccorHotels Arena (CD/DVD-Box Live in Paris).
Maalouf hat für zwei Filme des französischen Regisseurs Safy Nebbou die Musik komponiert.

## Das musikalische Werk
1999 präsentiert Maalouf zum ersten Mal seine Kompositionen der Öffentlichkeit. Seine erste Gruppe Farah war Jazz-orientiert und zugleich stark von der orientalischen Musik inspiriert. Die Besetzung dieser Gruppe bestand aus Saxophon, Ney, Querflöte, Klavier, Kontrabass, Gitarre, Buzuq und orientalischem Schlagzeug.
2004 kam Maalouf mit der Elektro-Sparte in Kontakt dank der Begegnung mit Lhasa de Sela. Durch seine Zusammenarbeit mit Pop- und Rocksängern entdeckte er andere Musikstile als Jazz, Klassik oder arabische Musik. 2006 traf Maalouf Alejandra Norambuena Skira von der SACEM, der französischen Verwertungsgesellschaft für Musik, die ihn dem Produzenten Jean-Louis Perrier vorstellte. Dieser vermittelte Malouf und seiner Band ein Konzert im New Morning Jazz-Klub in Paris. Mit diesem Konzert machte Maalouf sich endgültig in Frankreich im Bereich des Jazz’Electros und der Oriental Rock Musik einen Namen.
Seine Kompositionen und seine Art zu spielen sind sehr von der arabischen Musik inspiriert. Dennoch gelingt es Maalouf, durch die eingesetzten Musikinstrumente (Bassgitarre, Elektrogitarre, Schlagzeug, arabische Schlagzeuge und Vibraphon) seine Musik den aktuellen Klangstilen anzupassen, wobei sich Rock, Elektro und Jazzfunk abwechseln und ergänzen.
Von der Cinémathèque française bekam er 2012 den Auftrag, einen Stummfilm zu vertonen: La proie du vent von René Clair. Während der Aufnahmen in New York City spielte er auch mit Dave Douglas. Sein Album Illusions würdigte Bayern 5 als „CD der Woche“. Es sei „eine äußerst farbige Produktion, auf der die glänzend eingespielte Band um Ibrahim Maalouf sich aus Versatzstücken von Jazz, Rock, Funk und arabischer Tradition einen eigenen musikalischen Kosmos baut.“
Das künstlerische Schaffen Maaloufs mit seinen kulturellen Wurzeln, der Musik der Moderne, des Jazz und der Rockmusik war Thema eines 2004 und 2005 vom Regisseur Christophe Trahand realisierten und von Cocottes Minutes produzierten Dokumentarfilms. Dabei begleiteten die Filmemacher Maalouf während einiger Monate seine Konzerte und zeigen, wie Maalouf seine Inspiration sucht und welche Bedeutung hierbei die Beziehung zu seinem Ursprungsland hat.

## Diskografie

### Alben
| Jahr | Titel Musiklabel                | Höchstplatzierung, Gesamtwochen, AuszeichnungChartplatzierungen (Jahr, Titel, Musiklabel, Platzierungen, Wochen, Auszeichnungen, Anmerkungen) | Höchstplatzierung, Gesamtwochen, AuszeichnungChartplatzierungen (Jahr, Titel, Musiklabel, Platzierungen, Wochen, Auszeichnungen, Anmerkungen) | Höchstplatzierung, Gesamtwochen, AuszeichnungChartplatzierungen (Jahr, Titel, Musiklabel, Platzierungen, Wochen, Auszeichnungen, Anmerkungen) | Anmerkungen                                                                                           |
| Jahr | Titel Musiklabel                | FR | BEW | CH | Anmerkungen                                                                                           |
| ---- | ------------------------------- | --- | --- | --- | --- |
| 2009 | Diachronism Mi’sTer Productions | FR97 (9 Wo.)FR | — | — | Erstveröffentlichung: 26. Oktober 2009 Doppelalbum mit Adnan Jubran, Matthieu Chedid, Jacky Terrasson |
| 2011 | Diagnostic                      | FR84 Gold · (20 Wo.)FR | BEW173 (1 Wo.)BEW | — | Erstveröffentlichung: 29. September 2011 Charteinstieg in BEW 2013                                    |
| 2012 | Wind Mi’sTer Productions        | FR57 Gold · (16 Wo.)FR | BEW128 (12 Wo.)BEW | — | Erstveröffentlichung: 6. November 2012                                                                |
| 2013 | Dia                             | FR197 (2 Wo.)FR | BEW161 (1 Wo.)BEW | — | Erstveröffentlichung: April 2013 Boxset (Diagnostic + Diasporas + Diachronism)                        |
| 2013 | Illusions Mi’sTer Productions   | FR29 Gold · (60 Wo.)FR | BEW34 (35 Wo.)BEW | CH78 (1 Wo.)CH | Erstveröffentlichung: 5. November 2013                                                                |
| 2014 | Yves Saint Laurent              | FR78 (4 Wo.)FR | BEW125 (7 Wo.)BEW | — | Erstveröffentlichung: 6. Januar 2014 Soundtrack                                                       |
| 2014 | Au Pays d’Alice                 | FR43 (18 Wo.)FR | BEW113 (6 Wo.)BEW | — | Erstveröffentlichung: 4. November 104 mit Oxmo Puccino                                                |
| 2015 | Kalthoum                        | FR17 Gold · (32 Wo.)FR | BEW54 (32 Wo.)BEW | CH95 (1 Wo.)CH | Erstveröffentlichung: 25. September 2015                                                              |
| 2015 | Red & Black Light               | FR8 Platin · (66 Wo.)FR | BEW33 (44 Wo.)BEW | CH68 (3 Wo.)CH | Erstveröffentlichung: 25. September 2015                                                              |
| 2016 | Dans les forêts de Sibérie      | — | BEW63 (2 Wo.)BEW | — | Erstveröffentlichung: 10. Juni 2016 Soundtrack                                                        |
| 2016 | 10 ans de live! - Best of       | FR10 Platin · (33 Wo.)FR | BEW137 (1 Wo.)BEW | — | Erstveröffentlichung: 7. Oktober 2016                                                                 |
| 2016 | Live Tracks 2006-2016           | FR93 (6 Wo.)FR | BEW70 (15 Wo.)BEW | — | Erstveröffentlichung: 18. November 2016 Charteinstieg FR: 2018                                        |
| 2017 | Dalida By Ibrahim Maalouf       | FR29 Gold · (13 Wo.)FR | BEW51 (10 Wo.)BEW | CH49 (2 Wo.)CH | Erstveröffentlichung: 17. November 2017                                                               |
| 2018 | Levantine Symphony N°1          | FR51 (10 Wo.)FR | BEW113 (2 Wo.)BEW | CH84 (1 Wo.)CH | Erstveröffentlichung: 14. September 2018                                                              |
| 2019 | S3NS                            | FR16 (20 Wo.)FR | BEW53 (11 Wo.)BEW | — | Erstveröffentlichung: 27. September 2019                                                              |
| 2020 | 40 Melodies                     | FR28 Gold · (17 Wo.)FR | BEW26 (9 Wo.)BEW | CH49 (4 Wo.)CH | Erstveröffentlichung: 6. November 2020 enthält ausschließlich Duette                                  |
| 2021 | First Noel                      | FR18 (16 Wo.)FR | BEW73 (6 Wo.)BEW | CH40 (1 Wo.)CH | Erstveröffentlichung: 16. November 2021                                                               |
| 2022 | Capacity to Love                | FR35 (12 Wo.)FR | BEW118 (2 Wo.)BEW | — | Erstveröffentlichung: 4. November 2022                                                                |
| 2024 | Trumpets of Michel-Ange         | FR64 (11 Wo.)FR | — | — | Erstveröffentlichung: 20. September 2024                                                              |

Weitere Alben
- 2007: Diasporas (Ponderosa Music & Art)
- 2018: 14*12*16 Live in Paris

### Singles
| Jahr | Titel Album          | Höchstplatzierung, Gesamtwochen, AuszeichnungChartplatzierungen (Jahr, Titel, Album, Platzierungen, Wochen, Auszeichnungen, Anmerkungen) | Höchstplatzierung, Gesamtwochen, AuszeichnungChartplatzierungen (Jahr, Titel, Album, Platzierungen, Wochen, Auszeichnungen, Anmerkungen) | Höchstplatzierung, Gesamtwochen, AuszeichnungChartplatzierungen (Jahr, Titel, Album, Platzierungen, Wochen, Auszeichnungen, Anmerkungen) | Anmerkungen |
| Jahr | Titel Album          | FR | BEW | CH | Anmerkungen |
| --- | -------------------- | --- | --- | --- | ----------- |
| Folgende Lieder erschienen nicht als Single, wurden aber durch das Album zum Download und Streaming bereitgestellt und konnten somit eine Platzierung erlangen: |                      | | | |             |
| |                      | | | |             |
| 2014 | True Sorry Illusions | FR57 (4 Wo.)FR | — | — |             |
| 2015 | Red & Black Light    | FR101 (1 Wo.)FR | — | — |             |

### Albumbeteiligungen
- Cheikh Lô -Balbalou- (2015)
- Andre Manouikian -Melanchology (mit Stéphane Huchard, Christophe Wallemme, Hervé Gourdikian)- (2011)
- Yom -Unue- (2009)
- Sting -If on a Winter’s Night- (2009)
- Steve Shehan -Awalin- (2009)
- Smadj -Selin- (2009)
- Saule -Western- (2009)
- Vincent Delerm -Quinze Chansons- (2008)
- Abed Azrié -Mystic- (2008)
- Tryo -Ce Que l’on sème- (2008)
- Bumcello -Lychee Queen- (2008)
- Georges Moustaki -Solitaire- (2008)
- Vanessa Paradis -Divinidylle- (2007)
- Toufic Farroukh -Tootya- (2007)
- Vincent Delerm -Live Cigale- (2007)
- Vincent Delerm -Favourite Songs- (2007)
- Mamia Cherif -Double Vie- (2007)
- Vincent Delerm -Picqures d’arignées- (2006)
- Arthur H -Adieu Tristesse- (2005)
- Franck Monnet -Au grand jour- (2004)
- Angel Parra -Chante Pablo Neruda- (2004)
- Jeanne Cherhal -Douze fois par an- (2004)
- Vincent Delerm -Kensigton Square- (2004)
- François Audrain -Chambres Lointaines- (2004)
- Amadou et Mariam -Dimanche à Bamako- (2004)
- Lhasa de Sela -The Living Road- (2003)
- Disiz La peste -Jeu de Société- (2003)
- Thomas Fersen -Piece Montée des Grands Jours- (2003)
- Las Ondas Marteles -Y Despues de Todo- (2003)
- Matthieu Chédid -Qui de Nous Deux- (2003)
- Amadou et Mariam -Wati- (2002)
- Dupain -Camina- (2002)

## Filmografie (Auswahl)
- 2014: Yves Saint Laurent
- 2015: Ich wünsche dir ein schönes Leben (Je vous souhaite d‘être follement aimée)
- 2016: Dans les forêts de Sibérie
- 2016: Unterwegs mit Jacqueline (La vache)
- 2017: Radiance
- 2019: So wie du mich willst (Celle que vous croyez)
- 2019: Willkommen in der Nachbarschaft (Jusqu’ici tout va bien)
- 2021: Ungesühnte Schläge (Żeby nie było śladów)
- 2022: Bleib bei uns (Reste chez nous)

## Auszeichnungen
César
- 2017: Auszeichnung für die Beste Filmmusik (Dans les forêts de Sibérie)